# Formica flori
Formica flori es una especie extinta de hormiga del género Formica, familia Formicidae. Fue descrita científicamente por Mayr en 1868.
Habitó en Rusia. Medía aproximadamente 5,0 milímetros de longitud.